# 6422 Akagi
A 6422 Akagi (ideiglenes jelöléssel 1994 CD1) a Naprendszer kisbolygóövében található aszteroida. Kobajasi Takao fedezte fel 1994. február 7-én.